# Alicia Leigh Willis
Alicia Leigh Willis, née le 1er mars 1978 à Atlanta, est une actrice américaine.

## Filmographie

### Cinéma
- 1999 : Anywhere But Here
- 2001 : How High de Jesse Dylan : Intellectuelle
- 2007 : Benjamin Gates et le Livre des secrets : Cliente à la dédicace du livre de Riley
- 2010 : Raven : Sandra
- 2010 : The Terror Experiment (Fight or Flight) : Mandy
- 2011 : Julia X de P.J. Pettiette : Jessica

### Télévision

#### Séries télévisées
- 1996-2002 : Sept à la maison (14 épisodes) : Corey Conway
- 1997 : Sauvés par le gong : La Nouvelle Classe (Saved by the Bell: The New Class) (saison 5, épisode 2) : Leslie
- 1998 : USA High (saison 2, épisode 10) : Renee
- 1998 : Maggie Winters (saison 1, épisode 8) : Tiffany
- 1998 : Something So Right (saison 2, épisode 8) : Jennifer Hadley
- 1998 : Une maman formidable (Grace Under Fire) (saison 5, épisode 13) : Laurie
- 1999 : Another World (20 épisodes) : Alexandra 'Alli' Fowler
- 2000 : Chicken Soup for the Soul (1 épisode) : Alyssa Peterson
- 2001-2020 : Hôpital central : Courtney Matthews
- 2002 : The Chronicle (saison 1, épisode 18) : Alexis Carson
- 2004 : Greg the Bunny (saison 1, épisode 13) : Amy
- 2006 : Les Experts : Miami (saison 5, épisode 7) : Anna
- 2007 : American Heiress (64 épisodes) : Elizabeth Wakefield
- 2008 : The L Word (7 épisodes) : Cindi Annabelle Tucker
- 2009 : FBI : Portés disparus (saison 7, épisode 24) : Robin
- 2010-2020 : The Bay (60 épisodes) : Avery Garrett
- 2014 : Des jours et des vies (épisode 12321) : Debra Frazer
- 2018 : The Orville (saison 2, épisode 1) : femme
- 2019 : Evil Touch (mini-série, épisode 1) : Agent Spécial Reynolds

#### Téléfilms
- 1999 : Une fille qui a du chien (Lost & Found) de Jeff Pollack : 'Big Sister'
- 2015 : La folie en héritage (Dangerous Company) de Sheldon Larry : Pauline Mitchell
- 2017 : The Student de Steven R. Monroe : Abigail Grandacre
- 2018 : Baby Obsession de Ruth Du : Raquel
- 2019 : Le vrai visage de ma fille (Mommy's Little Princess) de Curtis Crawford : Julianna Mathis
- 2021 : Chloé, 18 ans, disparue (Saving My Daughter) de Michael Feifer : Joanna
- 2021 : Ton petit ami doit mourir (Her Deadly Boyfriend) de Brooke Nevin : Taryn
- 2021 : Stolen in her sleep (Megane )